# 풍생고등학교
풍생고등학교(豊生高等學校)는 대한민국 경기도 성남시 수정구 수진동에 있는 사립 고등학교이다.

## 학교 연혁
- 1966년 11월 19일 : 학교법인 풍생학원(이사장 오천 홍사풍 선생) 설립인가
- 1974년 1월 15일 : 풍생고등학교 설립 인가(6학급), 초대 이승수 교장 취임
- 1974년 3월 6일 : 개교 및 제1회 입학식(2학급 120명)
- 1974년 3월 15일 : 풍생고등학교 태권도부 창단
- 1975년 3월 1일 : 관악부 창단
- 1976년 11월 19일 : 교지 풍생 창간호 발행
- 1977년 2월 15일 : 제1회 졸업식(95명 졸업)
- 1980년 3월 1일 : 풍생고등학교 축구부 창단
- 1981년 9월 30일 : 특별 교실 증축(3, 4층 4실)
- 1984년 8월 1일 : 오천기념관 준공
- 1995년 9월 6일 : 축구부 숙소 승리관 준공
- 2002년 5월 30일 : 교실 증축(일반 교실 10실, 특별 교실 4실, 도서실 1실)
- 2004년 8월 2일 : 학교법인 풍생학원 제3대 홍수연 이사장 취임
- 2005년 9월 9일 : 학급 감축 인가(36학급)
- 2008년 10월 20일 : 인조 잔디 운동장 준공
- 2012년 8월 31일 : 과목중점형 교과교실제(과학, 음악) 운영학교 선정
- 2018년 6월 25일 : 남녀공학 개편 승인
- 2022년 3월 1일 : 제8대 신현종 교장 취임
- 2024년 1월 9일 : 제48회 졸업식(203명 졸업) (졸업생 누계 21,065명)
- 2024년 3월 4일 : 제51회 입학식 (234명 입학)

## 참고 자료
- 풍생고등학교 - 한국교육학술정보원 학교알리미